# Ковалёвка (Псковская область)
Ковалёвка —  деревня в Себежском районе Псковской области России. Входит в состав сельского поселения Себежское.

## География
Деревня расположена на западном прибрежье озера Большое Олбито, в 35 км к юго-востоку от города Себеж, в 4 км к востоку от автодороги А117.
К северу примыкает к деревне Большое Дроздово, к юго-западу расположены деревни Осыно и Новиково; ранее также примыкала к исчезнувшим на сегодняшний день деревням Дубищи и Шальково (сейчас урочища).
Окружена молодым мелколиственным лесом (средний возраст около 50 лет), преимущественно вторичным, с преобладанием ольхи серой, берёзы бородавчатой, осины; есть единичные крупные дубы, вдоль основной местами сохранилась берёзовая аллея.  Почва в основном суглинистая.
В окрестностях часто встречаются заяц-русак, косули, лисы, кабаны, еноты, куницы.

## История
В 1995 — 2005 годах деревня входила в состав Осынской волости (ранее Осынского сельсовета), в 2005 — 2011 годах относилась к Долосчанской волости Себежского района.

### Великая Отечественная война
В начале 1943 года деревня была уничтожена в ходе антипартизанской операции «Зимнее волшебство».  Использовалась как полигон для выпускников летных училищ.
Летом 1943 года возле деревни был сожжён совершивший вынужденную посадку немецкий самолёт; 5 членов экипажа было взято в плен партизанами, 4 убито.  Позже, возле деревни Дашково, был разгромлен большой немецкий отряд, отправленный из Себежа на помощь экипажу самолёта.

## Население
| 2001 | 2002 | 2010 |
| ---- | ---- | ---- |
| 0    | →0   | →0   |

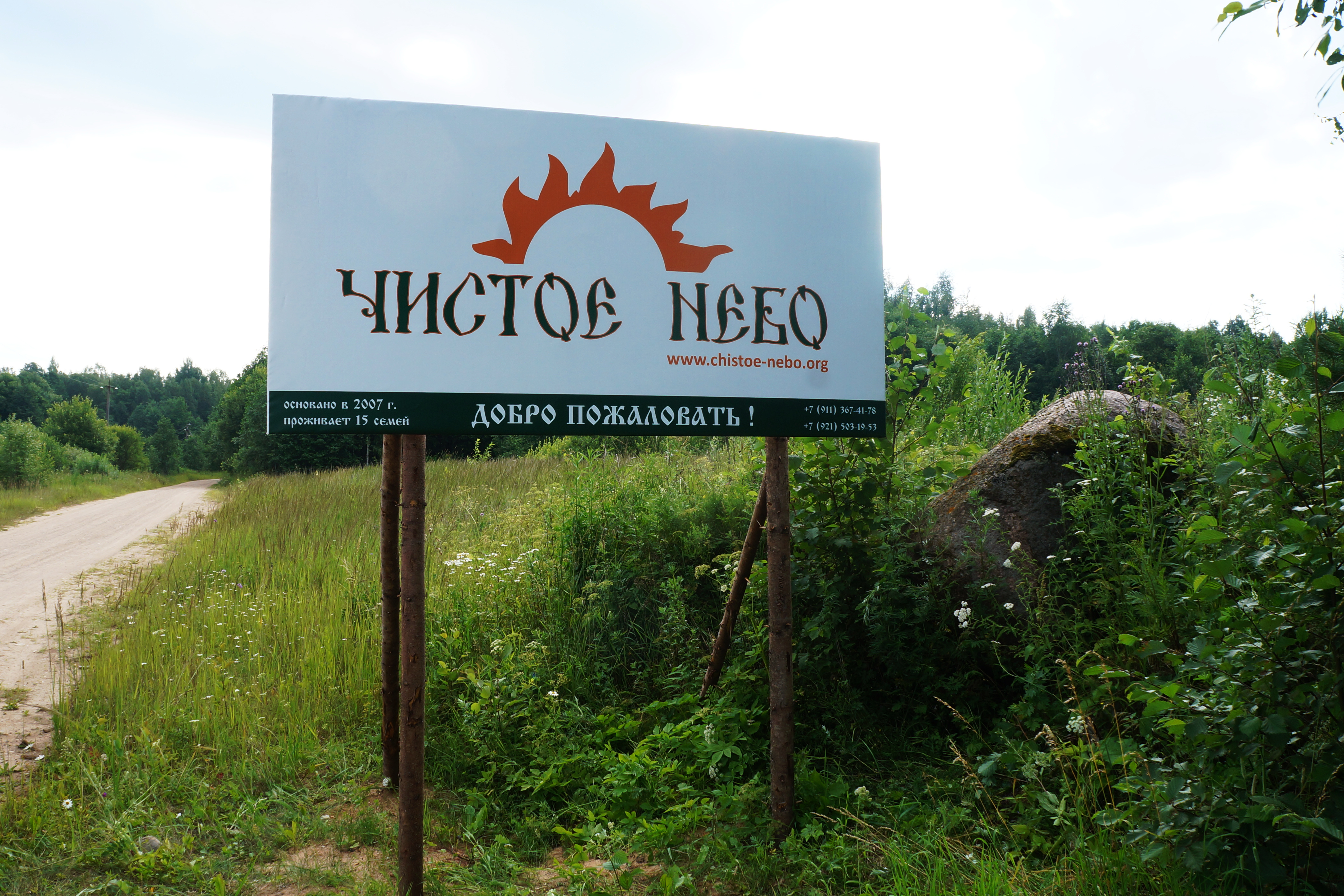
Приветствие на въезде.

В 1906 году в деревне было 15 дворов, проживало 113 человек (51 мужчина, 62 женщины).
По данным переписи населения 2002 года постоянных жителей в деревне зафиксировано не было.
К 2007 году в деревне не осталось ни одного местного жителя, сельскохозяйственные земли были заброшены; из созданных человеком объектов сохранилось кладбище, один разрушенный деревянный дом и одна разрушенная баня.
С 2012 года деревня заново заселяется жителями экопоселения хуторного типа, создаваемого на базе Ковалёвки и деревень Дашково и Большое Дроздово.  Проведена повторная электрификация.  На начало 2018 года на территории поселения проживало (зимовало) 74 человека.

## Транспорт
Деревня расположена по обе стороны грунтовой дороги, ведущей от трассы А117 к деревне Дашково.  Это единственная дорога в деревне.